# Río Futaleufú
Le río Futaleufú ou río Grande ou río Yelcho est un fleuve de Patagonie qui traverse les territoires de l'Argentine et du Chili. 

## Description générale
Il naît en Argentine dans la province de Chubut, en Patagonie. Il collecte les eaux de toute la région des lacs autour du parc national Los Alerces. Après avoir franchi la frontière chilienne, il prend le nom de río Grande, traverse la région des Lacs puis se déverse dans le lac Yelcho. Sorti du lac par la rive septentrionale et sous le nom de río Yelcho, il termine sa course dans la Ensenada Chaitén du golfe de Corcovado de l'océan Pacifique.
La longueur totale de l'ensemble Futaleufú-Yelcho est de 246 kilomètres, dont 40 km pour le río Yelcho, depuis sa sortie du lac Yelcho.

## Bassin versant
- Superficie de la partie argentine du bassin versant du río Futaleufú : 7 630 km2.
- Superficie à l'embouchure du río Yelcho dans le golfe de Corcovado : 10 979 km2.

## Affluents
En Argentine, il reçoit en rive gauche le río Corintos. Celui-ci reçoit en rive droite le río Percey qui baigne la ville de Trevelín et roule en moyenne 13 m3 d'eau par seconde.   

## Réseau hydrographique du cours supérieur
La base du réseau hydrographique du cours supérieur est constituée de 2 chaînes de lacs et de rivières aboutissant toutes deux au lac Verde.

### Chaîne nord
Au nord, la chaîne débute par le río Tigre long de 30 km, qui nait dans les sommets venteux et arrosés du Cordón Limítrofe et qui, après avoir reçu des affluents venus tous des hauts sommets environnants, se jette dans le lac Cholila à la côte 547 m.
L'émissaire de ce lac, appelé río Carrileufú, reçoit divers petits affluents dont l'un est le Arroyo Blanco. Celui-ci collecte les eaux provenant du lac Carlos Pellegrini (ou Lago de los Mosquitos - Lac des moustiques - 552 mètres d'altitude) et du lac Lezama (640 mètres d'altitude). Puis il débouche dans le lac Rivadavia. L'émissaire de ce dernier, le río Rivadavia, se jette dans le lac Verde, dont l'émissaire est le Río Arrayanes.

### Chaîne ouest
Elle est plus courte mais de débit plus abondant, et est constituée de quatre lacs successifs : la Laguna de los Patos (en français petit lac des canards), le lac Cisne (lac du Cygne) et le lac Menéndez qui finit par déverser ses eaux dans la toute première partie du río Arrayanes à sa sortie du lac Verde, et ce par l'intermédiaire du río Menéndez.

## Chaîne émissaire
Ce système écoule ses eaux abondantes par le biais du río Arrayanes dans le grand lac Futalaufquen, puis de là, par un court émissaire vers le lac Krüger à la cote 515 m. Ce dernier reçoit par ailleurs le río Stange, émissaire des lacs Stange et Chico. À la sortie du lac Krüger, nait le río Frey, qui atteignait auparavant le lac Situación à 380 mètres d'altitude, mais déverse actuellement ses eaux dans le lac artificiel Amutui Quimei, le lac Situación ayant été absorbé par ce dernier à la suite de la construction du barrage.

## Galerie

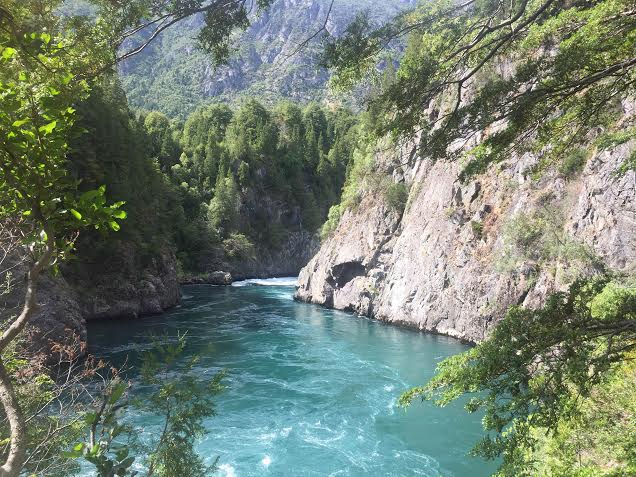
Entrée dans le Cajón de Infierno du río Futaleufú.
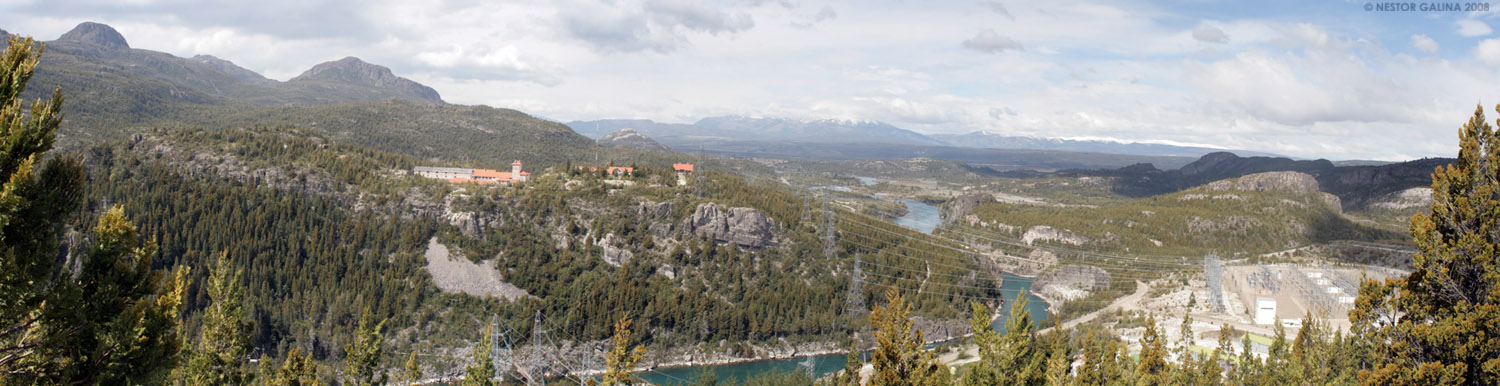
Complexe hydroélectrique Futaleufú (Argentine).
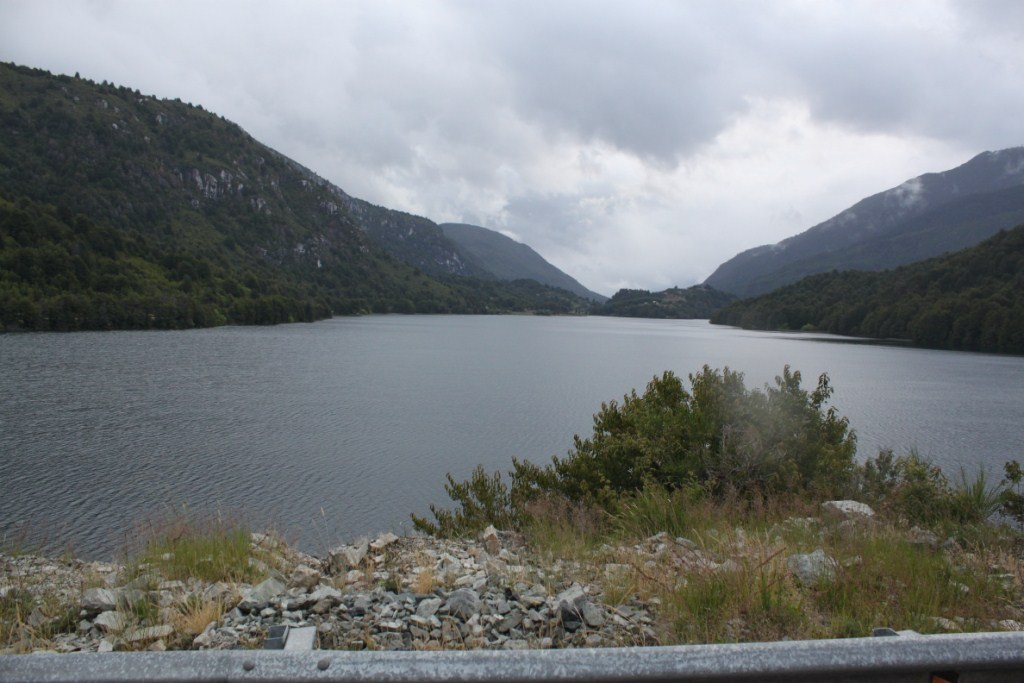
Une vue du fleuve.

## Cours moyen
À la sortie du lac Amutui Quimei, naît le río Futaleufú (ou río Grande) qui après avoir parcouru 11 kilomètres et après avoir reçu un nouvel important affluent venu de l'est le río Corintos, renforcé par le débit du río Percey, tourne brusquement vers l'ouest.
Il reçoit encore en rive gauche le río Baggilt, émissaire du lac Baggilt, puis passe la frontière chilienne au lieu-dit Paso Río Grande.

## Les débits mensuels à Balsa Garzón
Les débits de la rivière ont été observés sur une période de quatre ans (1949-1952) à Balsa Garzón (un peu en amont du confluent avec le río Corintos), et ce pour une superficie prise en compte de 4 650 km2, soit plus ou moins 60 % de la surface du bassin versant argentin, mais seulement une petite moitié du bassin versant total. 
À Balsa Garzón, le débit annuel moyen ou module observé sur cette période était de 313 m3/s.
La lame d'eau écoulée dans cette partie du bassin atteint ainsi le chiffre très élevé de 2 126 millimètres par an.

## Cours chilien ou inférieur
Bientôt, en territoire chilien, le río Futaleufú, devenu río Grande, se déverse dans la zone sud-est du grand lac Yelcho dont il sort par l'extrémité nord-ouest. Il termine sa course dans la Ensenada Chaitén du golfe de Corcovado, sous son dernier nom de río Yelcho. Son embouchure se situe à moins de 10 kilomètres au sud-ouest de la ville de Chaitén.